# Авдотьевка (Широковский район)
Авдо́тьевка (укр. Явдо́тівка) — село, Новомалиновский сельский совет, Широковский район, Днепропетровская область, Украина.
Код КОАТУУ — 1225886613. Население по переписи 2001 года составляло 332 человека.

## Географическое положение
Село Авдотьевка находится на левом берегу реки Вербовая, ниже по течению на расстоянии в 6 км расположено село Розовка, на противоположном берегу — село Мирное.
Река в этом месте пересыхает, на ней сделана сделано несколько запруд.

## История
29 апреля 1942 года в Авдотьевке был создан рабочий лагерь, куда были вывезены все трудоспособные евреи из Каменки. Заключённых использовали на строительстве автотрассы Кривой Рог—Днепропетровск.